# Gustav Wilhelm Sandberger
Gustav Wilhelm Sandberger (* 28. November 1824 in Neckarsulm; † 17. November 1881 in Tübingen) war ein württembergischer Oberamtmann, vergleichbar mit einem heutigen Landrat.

## Leben
Der Sohn des württembergischen Oberamtmanns Karl Ferdinand Sandberger studierte von 1842 bis 1847 Regiminalwissenschaften in Tübingen. Von 1850 bis 1857 war er Oberamtsaktuar beim Oberamt Rottweil und anschließend bis 1858 Kollegialhilfsarbeiter bei den Regierungen des Jagstkreises in Ellwangen und des Donaukreises in Ulm. 1859 übernahm er das Oberamt Freudenstadt, das er bis 1870 leitete. Von 1870 bis 1881 war er Oberamtmann in Tübingen.  